# Primer oficial (aviación)

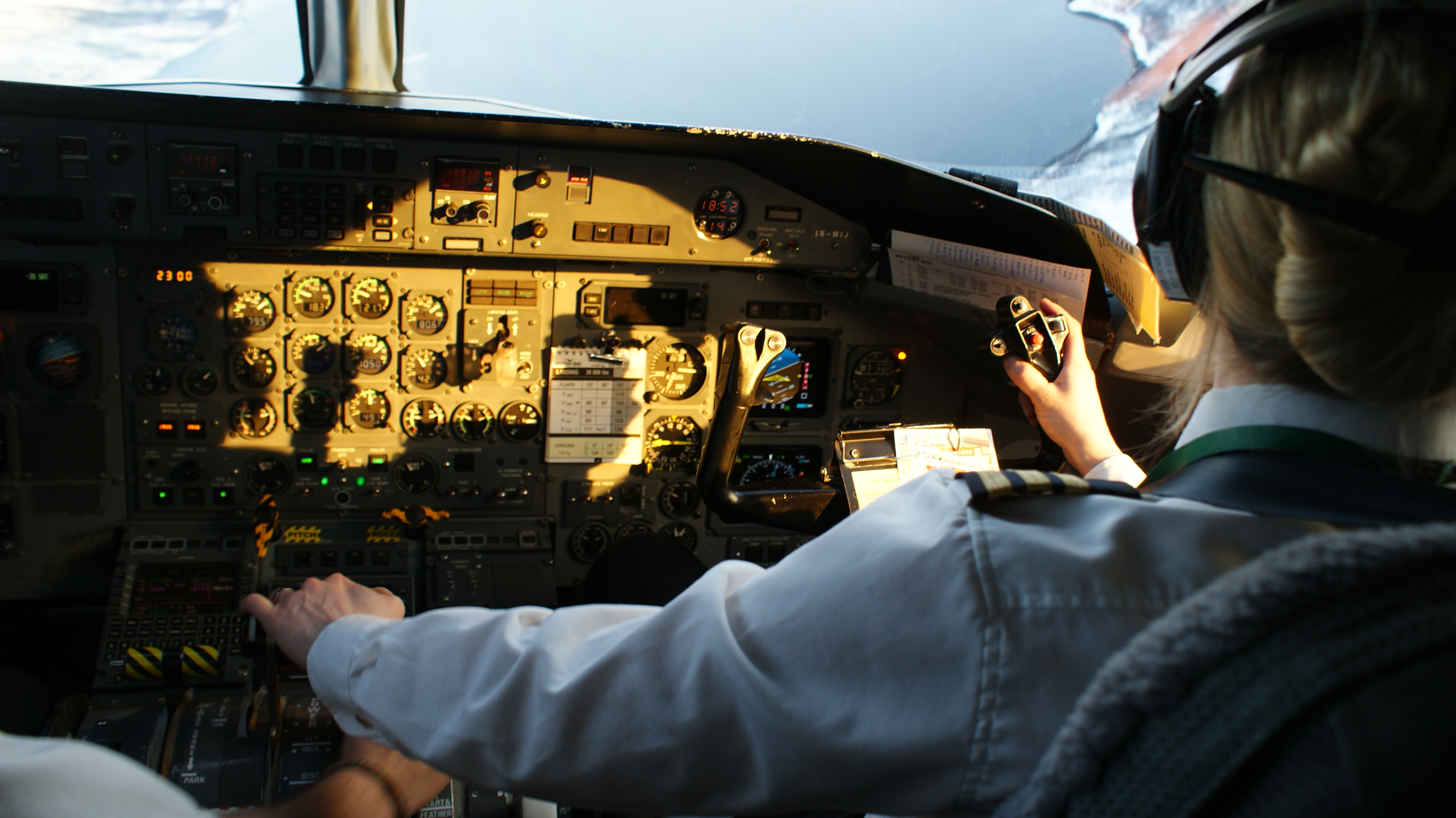
Un primer oficial a los mandos de un avión de pasajeros de Havilland Canada Dash 8

En la aviación, el primer oficial (FO), también llamado copiloto, es un piloto además del capitán, quien es el comandante legal. En caso de incapacidad del capitán, el copiloto asumirá el mando de la aeronave.

## Requisito
Históricamente, las aeronaves grandes contaban con varias personas en la cabina de vuelo, como un navegante, un ingeniero de vuelo y un operador de radio dedicado. Las mejoras en automatización y fiabilidad han reducido esta cantidad a dos.
Muchas aeronaves requieren un mínimo de dos tripulantes de vuelo. El requisito mínimo de tripulación se indicará en los manuales de la aeronave por el fabricante. En la Unión Europea, todos los aviones turbohélice con una configuración máxima aprobada de más de nueve plazas para pasajeros y todos los aviones turborreactores requieren dos pilotos.

## Rol
El control de la aeronave normalmente se comparte equitativamente entre el copiloto y el capitán, designándose a un piloto como "piloto a los mandos" y al otro como "piloto no a los mandos" o "piloto supervisor" para cada vuelo. Incluso cuando el copiloto es el piloto a los mandos, el capitán sigue siendo el responsable último de la aeronave, sus pasajeros y la tripulación. En las operaciones diarias típicas, las tareas esenciales del puesto se mantienen prácticamente equitativas. A menudo, el copiloto registra tiempo como piloto al mando bajo supervisión (PICUS) para obtener la licencia de piloto de transporte de línea aérea.
Tradicionalmente, el primer oficial se sienta en el lado derecho de un avión de ala fija ("asiento derecho") y en el lado izquierdo de un helicóptero (la razón de esta diferencia está relacionada con que, en muchos casos, el piloto que vuela no puede soltar la mano derecha del control cíclico para operar los instrumentos, por lo que se sienta en el lado derecho y lo hace con la mano izquierda).
En un vuelo de larga distancia, puede haber varios capitanes y primeros oficiales a bordo para actuar como tripulación de relevo. Mientras el capitán descansa, el primer oficial de mayor rango se sienta en el asiento izquierdo, como por ejemplo en el vuelo 447 de Air France.
Algunas aerolíneas tienen el rango de "primer oficial junior" para pilotos que aún no están completamente cualificados. Los aviones modernos requieren dos pilotos. Cuando un primer oficial junior está en formación, un piloto de seguridad se sentará en el asiento auxiliar para supervisar al primer oficial junior y al capitán. A un primer oficial junior a veces se le conoce como segundo oficial. Tras un cierto número de horas de vuelo y experiencia, un primer oficial puede ascender a primer oficial sénior. Un primer oficial sénior suele tener al menos 1500 horas de experiencia de vuelo.
Un primer oficial puede ser mayor o tener más experiencia que un capitán. Un capitán puede optar por regresar a un puesto de primer oficial para trabajar en otra aerolínea. Algunos pilotos prefieren seguir siendo primer oficial sénior que ascender a capitán, debido a las ventajas de la antigüedad.